# Lux, der König der Verbrecher
Lux, der König der Verbrecher ist ein deutscher Kriminal-Stummfilm aus dem Jahre 1929 von Edmund Heuberger mit Carl Auen in der Titelrolle.

## Handlung
Der junge Edgar von Allmen hat soeben in einem Spielclub ein kleines Vermögen gewonnen, doch die Freude darüber währt nicht lange: In der darauf folgenden Nacht erhält er in seiner Wohnung ungebetenen Besuch von dem Einbrecher und Meisterdieb Lux, einem raffinierten Verbrecher, der ihn mit Hilfe seiner Gehilfin Madeleine ausraubt. Edgar findet rasch Gefallen an Madeleine, und dass es zu dieser eigentlich sehr unliebsamen Begegnung kommt, soll Edgar alsbald den Kopf retten. Denn zeitgleich wird die Tänzerin Cosette Salandier in ihrem Haus ermordet, und als man sie tags darauf auffindet, entdeckt man neben der Leiche auch ein Zigarettenetui, das eindeutig Edgar gehört. Sofort hält die Polizei Edgar für den Täter und verhaftet den Adeligen.
Lux mag vielleicht der König der Verbrecher sein, aber einen Unschuldigen wegen Mordes eingebuchtet zu sehen … dies wiederum widerstrebt seiner Ganovenehre. Und so unternimmt er, der Zeuge von Edgars Unschuld, alles, um den jungen Mann aus der Polizeihaft zu befreien. Lux verkleidet sich als Polizist und bringt den Befreiten zunächst einmal in seine Wohnung. Dort erfährt der reiche Jüngling, dass Madeleine zwar Luxens Komplizin, jedoch nicht, wie vermutet, auch dessen Geliebte ist. Während die Kripo nunmehr auch dem Gefangenenbefreier Lux nachjagt, hält dieser die Staatsmacht mit allerlei Einfällen und Tricks auf Trab.
Bald aber kommt man dem wahren Täter auf die Spur: Zunächst hatte die Polizei noch geglaubt, dass auch der stadtbekannte Einbrecher José der Mörder Cosettes gewesen sein könnte, dieweil in dessen Besitz ein Armband der Ermordeten gefunden wurde. Der bestreitet zwar nicht den Einbruch, sehr wohl aber die Tötung der Villenbewohnerin. Dann aber erweist sich der bullige, kraftstrotzende Einbrecher Rico als der gesuchte Mordbube, der im Rahmen einer Razzia gestellt und verhaftet wird. Ganz en passant kann Lux im allgemeinen Tohuwabohu auch noch das Leben des ermittelnden Polizeikommissars retten. Schließlich ist Edgars Unschuld bewiesen, und er findet in Madeleine seine neue Herzdame.

## Produktionsnotizen
Lux, der König der Verbrecher entstand im Frühwinter 1928/29, passierte am 13. Februar desselben Jahres erstmals die Zensur und wurde zunächst mit Verbot belegt. Nach mehreren vorgenommenen Schnitten passierte der Streifen die Zensur zwölf Tage später und wurde am 12. März desselben Jahres in Berlins Bavaria-Lichtspiele uraufgeführt. Die Originallänge betrug zunächst 2123 Meter, nach den Schnitt erhielt der mit Jugendverbot belegte Sechsakter eine Länge von 2027 Metern. 
Produzent Gustav Althoff übernahm auch die Produktionsleitung, Alfred Kern die Aufnahmeleitung. Robert A. Dietrich gestaltete die Filmbauten.
Der Lux-Film war Auftakt einer Filmserie in den Jahren 1929 und 1930. Es folgten Besondere Kennzeichen, Der Mann im Dunkel, Die grüne Laterne, Pariser Unterwelt und Zweimal Lux.

## Kritiken
„Ein Film, der in seinem Anfang spannend wie ein Wallace-Roman ist. Weniger in dem Manuskript … als in der Art, wie dieser Film gemacht ist. Heuberger, der Regisseur, übertrumpft damit Heuberger, den Autor. Szene reiht er bewußt rasch an Szene, ohne den Zuschauer zu Atem kommen zu lassen. (…) Max Grix an der Kamera unterstützt die Freude am Detail … Auch Robert Dietrichs Bauten geben dazu den richtigen Rahmen her. Den großen Unbekannten spielt Carl Auen sympathisch, ohne bei der Liebesgeschichte zu sentimental zu werden und ohne als edler Verbrecher zu dick aufzutragen, im Endspiel etwas auf Harry Piel hin.“

„Dieser König ist ein Miniatur-Mabuse mit behäbiger Mimik und goldenem Herzen. Um ihn wird mit einigem Humor und Geschick fabuliert. Aber der Schluß versagt und versackt. Der ehrlich bemühten Regie mangelt Konzentration: Im Dialog, in den sentimentalen Breiten, in der Beschränkung des mimischen Harakiris einiger Anfänger in den Spielerszenen.“

Wiens Kino-Journal meinte: „Ein spannender und an kriminalistischen Verwicklungen reicher Film.“

„Edmund Heuberger, Regisseur und Verfasser, stellt bei herzigen Anlässen Gruppen, die aus Postkarten mit der Unterschrift „Familienglück“ bekannt sind, baut Kaschemmen auf, wie sie nur im Film vorkommen, ist aber recht geschickt bei Verfolgungen und überhaupt bei Bewegungsvorgängen. Carl Auen gibt den großen Verbrecher mit schönem Ernst und sehr würdiger Haltung, um die sich auch der Kommissar Hugo Werner-Kahles bemüht.“